# Arena Polideportiva Amadeu Teixeira
La Arena Polideportiva Amadeu Teixeira  (en portugués: Arena Poliesportiva Amadeu Teixeira) es una arena localizada en la ciudad de Manaos, al norte del país sudamericano de Brasil. La capacidad del estadio es de 11 800 espectadores y se inauguró en 2006. Alberga eventos deportivos bajo techo como el baloncesto y el voleibol, y también se celebran conciertos.